# Francis Xavier Muthappa
Francis Xavier Muthappa (* 3. Dezember 1897 in Somanur, Britisch-Indien; † 23. November 1971) war Bischof von Coimbatore.

## Leben
Francis Xavier Muthappa empfing am 16. Dezember 1923 das Sakrament der Priesterweihe.
Am 25. Dezember 1949 ernannte ihn Papst Pius XII. zum Bischof von Coimbatore. Der Erzbischof von Pondicherry, Auguste-Siméon Colas MEP, spendete ihm am 26. April 1950 die Bischofsweihe; Mitkonsekratoren waren der Bischof von Bangalore, Thomas Pothacamury, und der Bischof von Salem, Venmani Selvanather.
Er nahm an allen vier Sitzungsperioden des Zweiten Vatikanischen Konzils als Konzilsvater teil.